# Heyno Gottschalk
Heyno Gottschalk († 1541 in Oldenstadt) war von 1506 bis 1531 der letzte Abt des Benediktinerklosters Oldenstadt. Bedeutung hat er als „früher und sorgfältiger Leser, Vermittler und Übersetzer von Luthers Schriften über einen Zeitraum von 20 Jahren“.

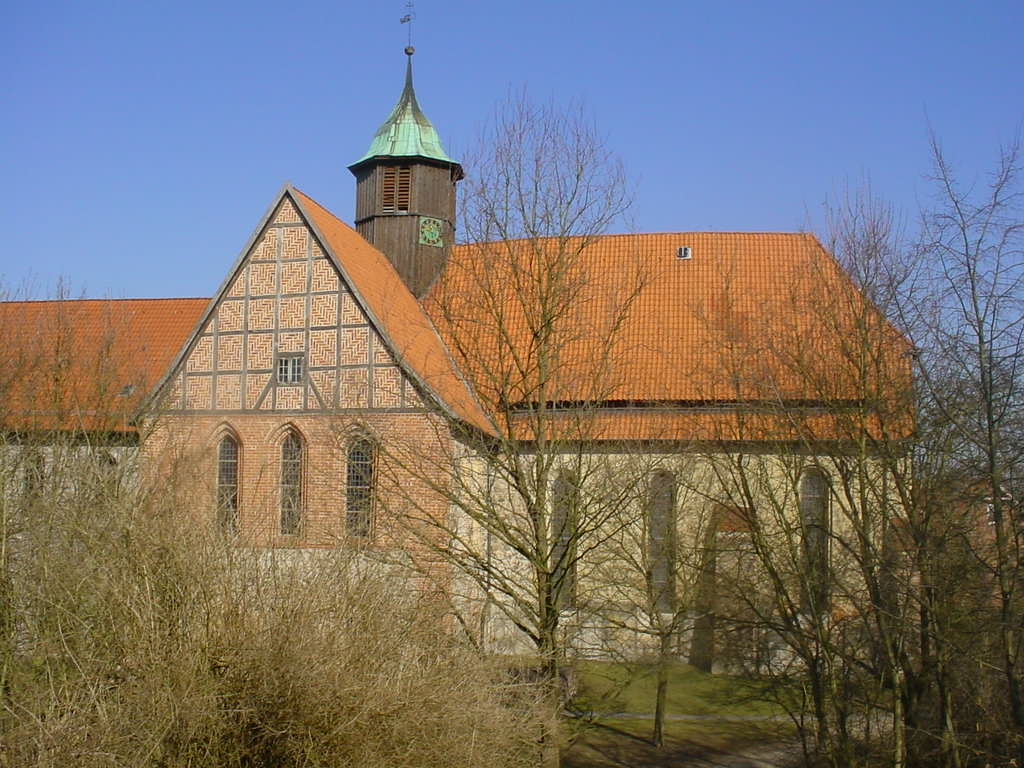
Klosterkirche Oldenstadt

## Leben
Heyno Gottschalk war nach seiner Wahl zum Abt innerhalb der Bursfelder Klosterreformbewegung eine geachtete Persönlichkeit (1523 wurde er Diffinitor, also Verwaltungsbeamter der Bursfelder Kongregation). In Oldenstadt wurden die Schriften des Kartäusers Jacob von Jüterbog, in denen er zu einer kontemplativen Frömmigkeit anregte, intensiv gelesen. Heyno selbst wandte sich schließlich von der Kirchenreform der Reformation zu. Bereits seit Beginn der 1520er Jahre gehörte er zu den eifrigsten Lesern der Schriften Luthers. In der Wolfenbütteler Herzog August Bibliothek sind noch heute 113 Lutherschriften mit Gottschalks handschriftlichen Anmerkungen erhalten. Bereits 1523 weigerte er sich aus Gewissensgründen, im Kloster Lüne an der Einkleidung von Klosterfrauen teilzunehmen. Mit dem Reformator Martin Luther stand er in Briefkontakt. Dies belegt ein Antwortschreiben Luthers vom 28. Februar 1528. Nachdem Luther ihm in diesem Brief geraten hatte, wegen seines Alters im Kloster zu bleiben und das Klosterleben in reformatorischer Weise weiterzuführen, leitete er aus Gewissensgründen dann doch die Auflösung des Klosters ein: 1529/1531 übergab er dem Herzog das Kloster. Damit war Oldenstadt unter seiner Leitung das erste Kloster aus der Bursfelder Kongregation, das zur Reformation überging.
Anschließend blieb Gottschalk bis zu seinem Lebensende im Jahr 1541 zusammen mit seiner Bibliothek auf dem Klostergelände wohnen. Als er starb, hatte er nur noch 24 Taler, den Rest hatte er an Arme verschenkt. Hier machte er sowohl mit der benediktinischen Frömmigkeit als auch mit dem lutherischen Ideal der eigenverantwortlichen Zuwendung zu den Mitmenschen Ernst.

## Dokument: Der Brief Martin Luthers an Heyno Gottschalk
„Dem ehrwürdigen Vater in Christus, Herrn Heino, Abt von Alt-Uelzen, den ich ehrerbietig hochschätze.
Gnade und Friede in Christus Jesus, unserem Herrn! Ehrwürdiger und verehrungswürdiger Mann im Herrn! Deine Briefe, jene kurzen und kleinen, aber froh machenden und erfreulichen, habe ich gern empfangen. Sie sind Zeugnisse nicht nur des Glaubens und der Wahrheit, die in deinem Geist durch Christus geweckt worden sind, sondern auch eines anderen, ungenannten Abtes, eines alten Mannes, der gleichermaßen in Christus ehrwürdig ist. In dessen Namen erbittest du von mir Rat und Trost in einer Gewissensfrage.
Zuerst danke ich Gott, unserem Vater, durch Jesus Christus, der wollte, dass sein Wort auch in diesem Winkel der Erde verherrlicht würde, und bitte, dass er das, was er so überaus erbarmend begann, auch überaus wohlwollend und freigebig vollende in euch wie auch in uns allen. Amen.
Was die Frage angeht, glaube ich, dass dieser Mann [hier wird zu Gottschalks Schutz so getan, als würde die Anfrage von einer dritten Person stammen] ganz bestimmt mit reicher Frucht im Kloster bleiben kann, da nun einmal die Sache sich so verhält, dass er nicht zu unfrommen Messen noch zu einem anderen Werk gezwungen wird, das dem Glauben entgegensteht, und es ihm möglich ist, den Brüdern zu dienen, ob sie nun gehen oder bleiben wollen. Ihnen dient er in Christus, indem er mit den Brüdern die Schrift liest, oder auch die kanonischen Gebetszeiten einhält (auf die Weise, dass sie alles, was etwa an Unreinem zwischen die Psalmen und Schriftlesungen und Kollektengebete gemischt worden ist, auslassen) und das Mahl des Herrn feiert. Denn was schadet die Zugehörigkeit zum Kloster, wenn die Freiheit des [Heiligen] Geistes regiert? Paulus schreibt vor, dass die Christen mit einem Ungläubigen essen können; und auch wenn er [der Christ] Götzenopfer[fleisch] isst, kann er das mit freiem Gewissen tun [vgl. 1. Kor. 10,27ff.].
Schließlich wollen wir den alten Männern auch deshalb nicht zum Fortgang aus dem Kloster raten, weil sie draußen leicht anderen zur Last fallen könnten und kaum Leute gefunden werden könnten, die sie so pflegen, wie es ihrer Würde angemessen ist, und sie haben in dieser Kälte die Nächstenliebe nötig. Innerhalb des Klosters sind sie niemandem zur Last, haben keine fremde [H]ilfe nötig. Außerdem können sie auch noch anderen zum Heil dienen, was sie draußen wohl kaum oder sicher nicht können. Aus [d]iesem Grunde solltest du den besten Mann mahnen, dass er an dem Ort bleibt, wo er ist, und tut, was er tut, in der Freiheit des heiligen Geistes. So würde er nämlich nicht nur für sich, sondern auch für seine Brüder viel in der Welt erreichen, und [d]urch alles würde er Christus auf das allerbeste dienen und reinen Gewissens dessen Wiederkunft ersehnen und erwarten. Denn auch ich habe so eine Zeitlang gelebt, und ich hätte noch länger so gelebt bis heute, wenn die Brüder und der Zustand des [K]losters das zugelassen hätten.
Die Gnade Christi sei mit euch allen, und betet für uns und die ganze Kirche Gottes!
Wittenberg, vorletzter Tag im Februar 1528
Dein Diener
Martin Luther“

## Nachwirkung
1992 fand im Schloss Holdenstedt bei Uelzen und 1999 in der Herzog August Bibliothek Wolfenbüttel eine Ausstellung mit den Büchern aus dem Besitz von Heyno Gottschalk statt. Seit 2009 erinnert die „Abt-Heyno-Straße“ im Uelzener Ortsteil Oldenstadt an ihn.